# Washington Township (comté de Black Hawk, Iowa)
Pour les articles homonymes, voir Washington Township.
Washington Township est un township, du comté de Black Hawk en Iowa, aux États-Unis,.

## Source de la traduction
- (en) Cet article est partiellement ou en totalité issu de l’article de Wikipédia en anglais intitulé « Washington Township, Black Hawk County, Iowa » (voir la liste des auteurs).